# Домостроительный комбинат «Приморье»
Домостроительный комбинат «Приморье» — завод по производству железобетонных изделий для строительства жилой и коммерческой недвижимости, расположенный в Надеждинском районе Приморского края. Входит в группу компаний «DNS Девелопмент». Имеет статус резидента ТОР «Надеждинская».

## Строительство комбината
Строительство домостроительного комбината «Приморье» стартовало в 2017 году. Были построены производственные цехи и складские помещения, линии производства многопустотных плит перекрытия и адресной подачи бетона, бетонно-смесительный узел, форма кассет для изготовления однослойных несущих панелей, поворотные столы для производства трехслойных стеновых и фасадных панелей, автоматический скобосгибочный автомат, лаборатория контроля качества. На заводе были установлены линии от европейских производителей: Elematic (Финляндия), Vollert (Германия), EVG (Австрия). Общая площадь предприятия заняла около 9 гектаров. В конце 2018 года комбинат начал работу. Инвестиции первого этапа проекта составили более 900 млн рублей, на предприятии было создано 134 новых рабочих места. Домостроительный комбинат «Приморье» стал резидентом территории опережающего социально-экономического развития «Надеждинская».

## Модернизация
В 2020 году началась модернизация завода с намеченной целью увеличить объем выпускаемой продукции в семь раз. К 2023 году планируется выпускать 150 тыс. квадратных метров жилья. Количество сотрудников при этом увеличится до 700 человек. Общий объем инвестиций в ходе модернизации комбината возрастет до 2,9 млрд рублей.

## Производство
Домостроительный комбинат «Приморье» — единственный завод на Дальнем Востоке, который работает по индустриальной системе домостроения. Система подразумевает производство готовых домокомплектов, которые застройщик может комбинировать на свое усмотрение. Первым подобного рода строительным проектом, где используется продукция завода, стал жилой микрорайон «Формат» под Владивостоком. В 2021 году ДСК «Приморье» стал принимать заказы из других регионов. Продукция завода используется при строительстве домов для переселения людей из ветхого и аварийного жилья в Магаданской области и горно-обогатительного комбината на Малмыжском месторождении в Хабаровском крае, .